# Конак кнеза Милоша у Сокобањи
Конак кнеза Милоша или како га још зову Милошев конак, један је од централних објеката у Сокобањи. Иако није сигурно да ли је баш на овом месту био оригинални Милошев конак, ово здање је 1988. уписано у регистар непокретних културних добара Србије.

## Историја
Оригинални конак кнеза Милоша, настао је по налогу кнеза Милоша Обреновића, након ослобађања Сокобање од Турака 1834. године. Тај објекат, уз Старо бањско купатило је порушен између два српско-турска рата, па је прекопута бањског купатила изграђена нова зграда за потребе администрације Кнежевине Србије. Објекат је током свог постојања много пута мењао намене. Користио се као административна зграда, школа, а данас је ту смештено неколико угоститељских објеката.

## Архитектура
Милошев конак је правоугаоне основе, који се пружа у правцу Исток-Запад. Грађен је као слободностојећи објекат са свих страна. Састоји се од две етаже, подрума који се налази скоро у нивоу приземља и уздигнутог високог приземља, до којег се долази спољашњим степеницама преко прилазних тремова у средини зграде. Зграду одликује масивна градња са каменим подрумским зидовима и плитким сводовима од опеке у високом приземљу. На спољашњост зграде је видно утицала домаћа традиција народног градитељства.